# Arvida
Pour les articles homonymes, voir Arvida (homonymie).

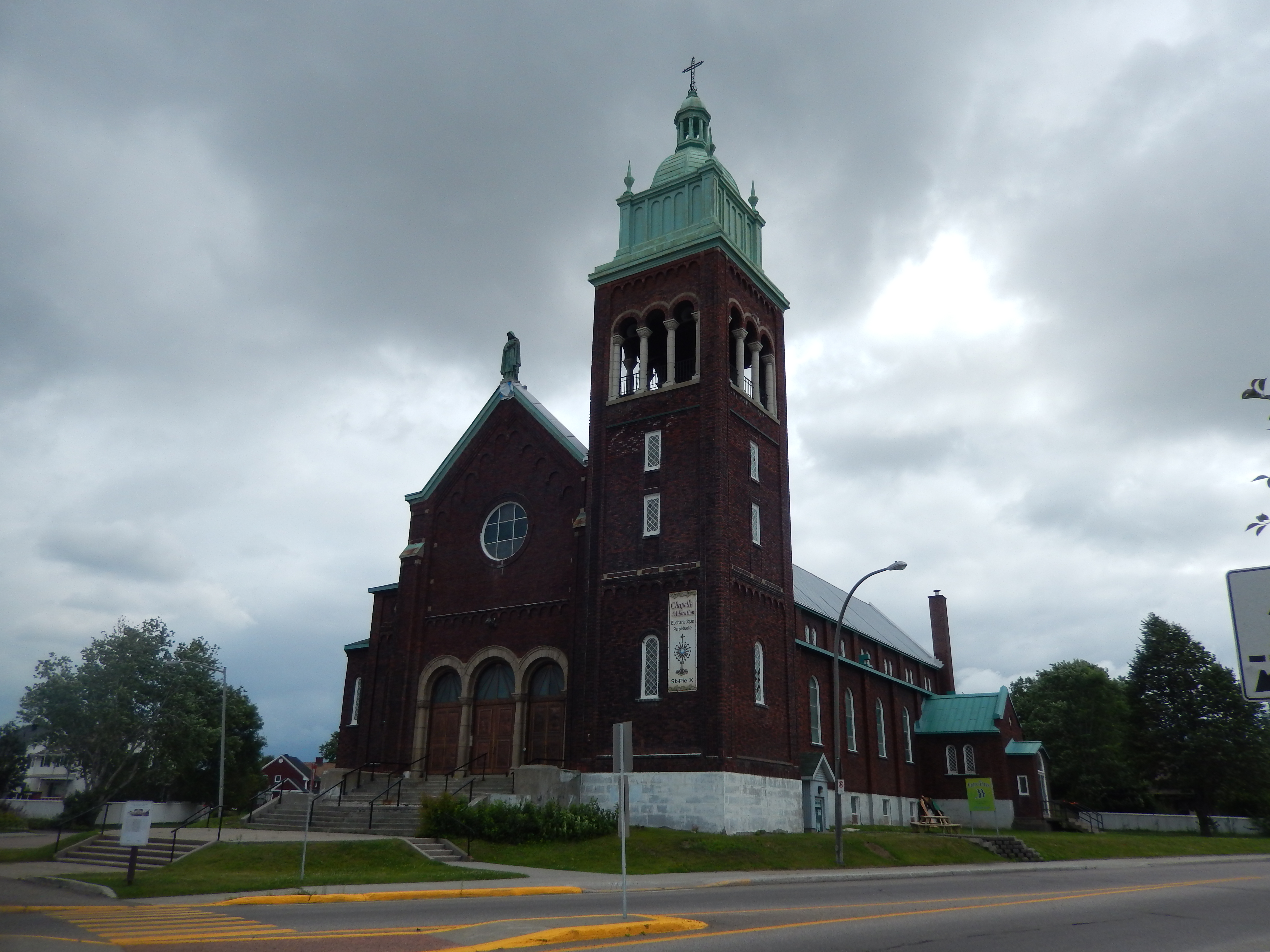
Église Sainte-Thérèse-de-l'Enfant-Jésus, à Arvida, dans le quartier qui porte son nom.

Arvida est une ancienne ville du Saguenay, au Québec, incorporée en 1926 et fusionnée à Jonquière en 1975. Son premier quartier est classé parmi les lieux historiques nationaux du Canada depuis 2014.

## Histoire
Cette ville industrielle a été spécifiquement créée pour les besoins de la compagnie Alcoa (devenue ensuite Alcan et maintenant Rio Tinto Alcan), qui y a installé une importante usine de production d'aluminium, longtemps la plus grande du monde. Arvida tient son nom des initiales du président de la compagnie Alcoa : Arthur Vining Davis. La compagnie Alcan a géré la majorité des aspects de la vie municipale, de l'urbanisme, des services de santé, de l'éducation, des sports et des loisirs de la ville jusqu'à la Seconde Guerre mondiale. 
Arvida, autrefois surnommée la « Washington du Nord », était un modèle parmi les villes de compagnies planifiées du XXe siècle. Elle a été construite à partir de 1926 pour y loger les ouvriers et cadres de l’aluminerie. C’est l’architecte et « town planner » new-yorkais Harry B. Brainerd qui a dessiné les plans en intégrant les plus récentes théories urbaines de l’époque. Par la suite, la compagnie Arvida Works, filiale de l’Alcoa, et son ingénieur, Harold Wake, se sont chargés de la construction de cet ambitieux projet urbain : une ville dont les 270 premières résidences ont été construites en 135 jours. Le paysage d’Arvida se distingue par son caractère hétérogène puisque trente-cinq différents types de résidences y ont été construites durant la première année de construction. Pendant cette période, on commençait déjà à expérimenter avec l’usage de l’aluminium dans l’architecture.

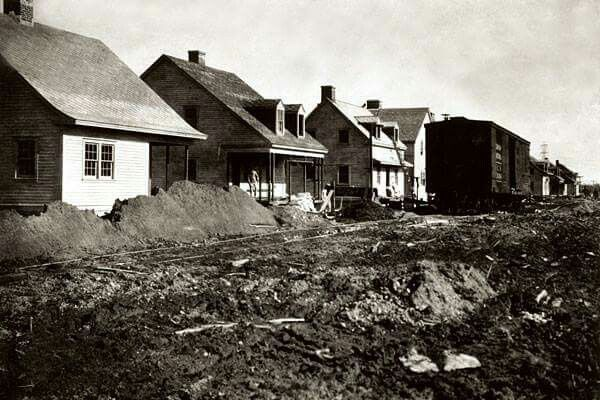
Arvida en construction, 1926

| Événements marquants | Événements marquants |
| -------------------- | --- |
| 1926                 | Construction des 270 premières résidences en 135 jours. |
| 1927                 | Alcan érige un petit hôpital général sur la rue Oersted afin de dispenser les premiers soins aux ouvriers, ainsi qu'un service d'hospitalisation à la population avec 38 lits. |
| Vers 1935            | Arvida compte plus de 15 000 résidents. |
| 1942                 | En pleine guerre mondiale, quand les alliés ont besoin d’aluminium en très grandes quantités, York fait construire la centrale hydroélectrique de Shipshaw, sur la rivière Saguenay. |
| 1942                 | Création de la Commission d’urbanisme d’Arvida, responsable de l’aménagement urbain et du contrôle architectural, prenant la relève du Arvida Works. |
| 1944                 | Ouverture de la Bibliothèque d'Arvida. Première bibliothèque publique au Saguenay - Lac-Saint-Jean. |
| 1949                 | Arvida est l'hôte du 50e Championnat canadien des échecs. C'est Maurice Fox qui remporte ce tournoi fermé devant F. Bohatirchuk, en deuxième place. |
| 1970                 | Arvida est fusionnée avec la municipalité de village de Saint-Jean-Eudes. |
| 1975                 | Arvida et Kénogami ont été fusionnées avec la ville de Jonquière. |
| 2002                 | La ville de Jonquière est amalgamée avec les villes de Chicoutimi, La Baie, Laterrière, Shipshaw, Lac-Kénogami et une partie de Canton-Tremblay pour former la ville de Saguenay. |
| 2010                 | Le conseil de ville de Saguenay adopte un règlement municipal ayant pour objet la reconnaissance du quartier historique Sainte-Thérèse d'Arvida comme site du patrimoine. Elle constitue aussi un comité ayant pour but de promouvoir une reconnaissance par l'UNESCO.                                                                        |
| 2012                 | Le ministre de l'Environnement Peter Kent confirme à la ville de Saguenay que le secteur d'Arvida obtiendrait le statut de Lieu historique national du Canada. |
| 2012                 | La ville de Saguenay obtient le prix du Prince de Galles pour son leadership municipal en matière de conservation du patrimoine à l'égard de l'ancienne cité d'Arvida. |
| 2013                 | Saguenay dépose une demande au gouvernement du Québec pour l'obtention d'une déclaration du site patrimonial d'Arvida. |
| 2016                 | Saguenay identifie l'industriel Arthur Vining Davis comme personne historique en reconnaissance de son œuvre à Arvida. On dévoile des plaques commémoratives fédérales et Arvida est reconnue comme lieu historique national du Canada. Le gouvernement du Québec reconnaît officiellement Arvida comme treizième site patrimonial du Québec. |
| 2017                 | Visite de Monsieur Dow Davis président du conseil d’administration de la Fondation Arthur Vining Davis, à la nouvelle bibliothèque d’Arvida en présence de la mairesse Madame Josée Néron et du conseiller municipal Monsieur Carl Dufour. |
| 2017                 | Consultation publique du Conseil du patrimoine culturel du Québec concernant le projet de reconnaissance d'un secteur d'Arvida comme site patrimonial. |
| 2018                 | Le quartier patrimonial d'Arvida se mérite un prix d'excellence national pour ses efforts en matière de sauvegarde du patrimoine lors du 31e colloque annuel de Rues principales. |
| 2018                 | La ministre de la Culture et des Communications, Nathalie Roy, annonce qu'Arvida devient le 13e site patrimonial déclaré par le gouvernement du Québec, qui reconnaît ainsi le patrimoine industriel de l’ancienne ville de compagnie fondée par Alcoa, en 1926, où 270 maisons ont été érigées en 135 jours.                                 |
| 2019                 | Création d'une fiducie afin d'assurer la sauvegarde du patrimoine lié au secteur de l’aluminium. |

## Maires
| Nom             | Dates     |
| --------------- | --------- |
| Frank-E. Dickie | 1926      |
| J.-P. Walsh     | 1926-1928 |
| A.-E. Riddel    | 1928-1941 |
| J.-Louis Fay    | 1941-1957 |
| Georges Hébert  | 1957-1967 |
| Francis Dufour  | 1967-1974 |

## Personnalités natives d'Arvida
- Samuel Archibald (1978-), écrivain
- Hervé Bouchard (1963-), auteur
- Mark Dickey (1975-), animateur radio
- Bill Dineen (1932-2016), joueur de hockey sur glace
- Mélyssa Gagnon (1973-), journaliste
- Jocelyne Girard-Bujold (1941-), femme politique
- Thomas J. Hudson (1961-), scientifique
- Josée Boudreault, animatrice, comédienne
- Pierre «Docteur» Landry, auteur, chroniqueur et musicien
- Louise Latraverse[26] (1940-), actrice et metteuse en scène
- Julie Le Breton, actrice
- Steve Maltais (1969-), joueur de hockey sur glace
- René Rousseau (1975-), comédien
- Sam Saint-Laurent (1959-), joueur de hockey sur glace
- Gilles Tremblay (1932-2017), musicien
- Jean Tremblay, maire de Saguenay
- Annie Villeneuve (1983-), chanteuse
- Suzie Villeneuve (1983-), chanteuse
- Kevin Gilmore (1966-), président du club CF Montréal
- Philippe Couture (1990-), animateur radio et journaliste
- Rafaël Harvey-Pinard (1999-), Joueur de hockey sur glace